# Hermanovce
Hermanovce (em húngaro: Sztankahermány) é um município da Eslováquia, situado no distrito de Prešov, na região de Prešov. Tem 15,96 km² de área e sua população em 2018 foi estimada em 1.976 habitantes.

## Demografia
| Ano:        | 1994 | 2004    | 2014    | 2024   |
| ----------- | ---- | ------- | ------- | ------ |
| Broj ljudi: | 1359 | 1539    | 1879    | 1738   |
| Razlika:    |      | +13,24% | +22,09% | -7,50% |

| Ano:               | 2023 | 2024   |
| ------------------ | ---- | ------ |
| Número de pessoas: | 1704 | 1738   |
| Diferença:         |      | +1,99% |